# جيزي دوربور
جيزي دوربور (بالإنجليزية: Gizzie Dorbor)‏ (28 فبراير 1987 بليبيريا - ) هو لاعب كرة قدم ليبيري في مركز الدفاع. شارك مع منتخب ليبيريا لكرة القدم. أما مع النوادي، فقد لعب مع نادي مؤسسة سفينة ليبيريا للتسجيل وHapoel Afula F.C. ‏ ومايتي بارولي ‏ وHapoel Herzliya F.C. ‏ وMaccabi Ironi Bat Yam F.C. ‏ وهبوعيل كفار سابا ‏.

## وصلات خارجية
- جيزي دوربور على موقع قاعدة بيانات كرة القدم.إي يو (الإنجليزية)
- جيزي دوربور على موقع ناشيونال فوتبول تيمز (الإنجليزية)
- جيزي دوربور على موقع Soccerway.com (الإنجليزية)